# Замок семи веж

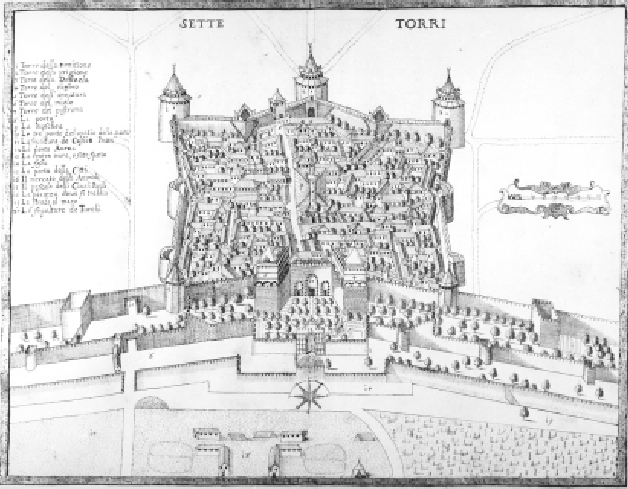
Замок семи веж та Золоті ворота 1685

Замок семи веж (Єдикуле; тур. Yedikule Zindanları) — знаменитий замок в Константинополі (Стамбулі), біля стіни візантійського імператора Феодосія, де турецькі султани тримали своїх в'язнів. Частина замку збереглася від візантійських часів, частина побудована османами. Там султани тримали в'язнів, позбавляли їх життя і також переховували свої скарби.
Імператор Феодосій перший на цьому місці поставив тріумфальну арку. Пізніше в 53 році тут були в'їзні ворота, які пізніше замурували. В'їзні ворота були оздоблені мармуром, золотом і мали назву «Золоті ворота» (подібні були у Києві).
У 10 столітті замок мав п'ять веж. В 14 столітті замок відбудували, він мав п'ять веж, дві з них складали «Золоті ворота».

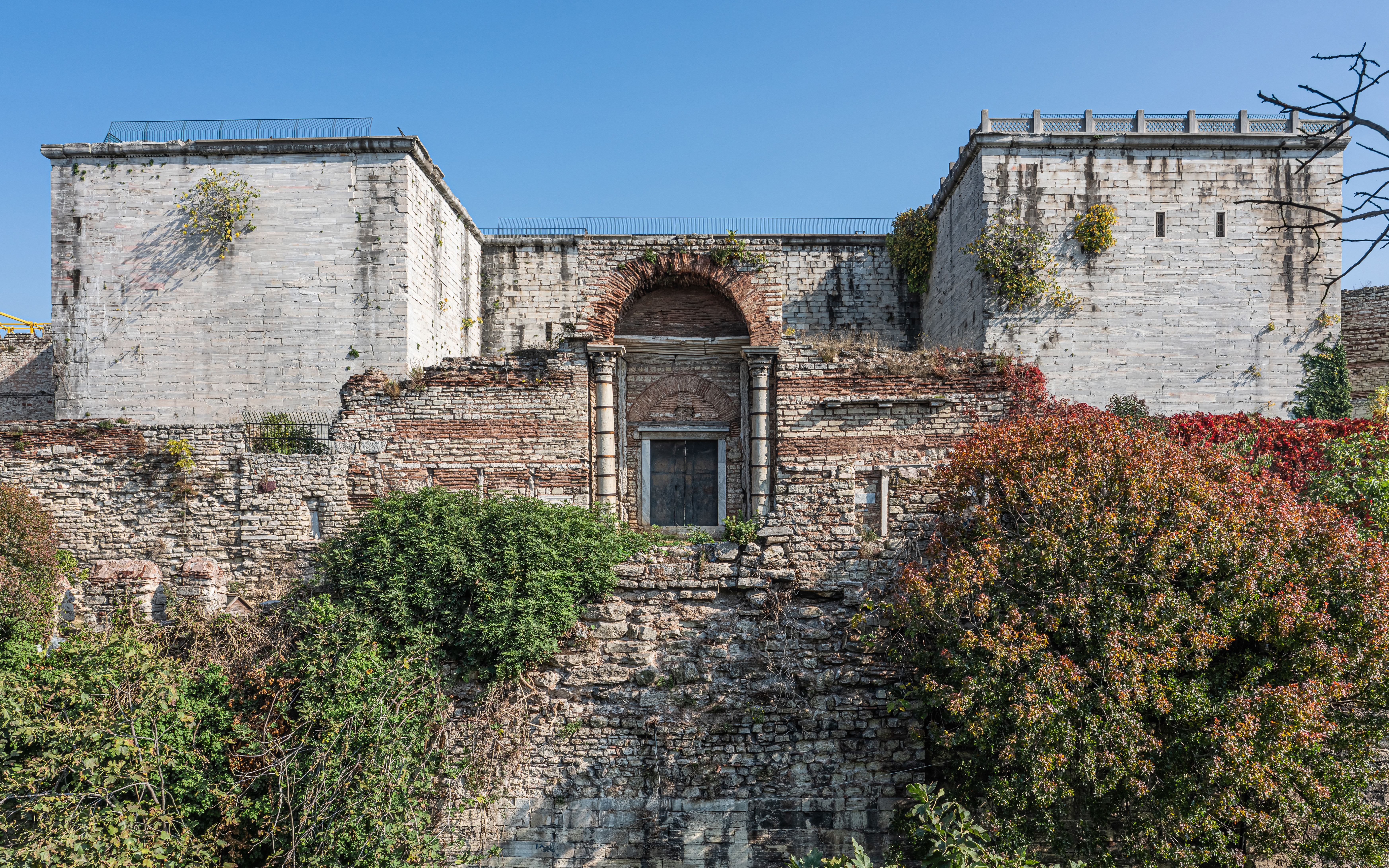

У 1830 році замок перестали використовувати як в'язницю, з 1895 року його оголосили музеєм.

## В'язні
Юрій Хмельницький, князь Самійло Корецький; після битви під Цецорою 3 роки — польний коронний гетьман Станіслав Конєцпольський, другий син гетьмана Михайла Ханенка.